# Renato Cesarini
Renato Cesarini (11. dubna 1906 Senigallia, Italské království – 24. března 1969 Buenos Aires, Argentina) byl italsko-argentinský fotbalový útočník a později trenér.
Narodil se v Itálii, ale po měsíci se sním rodiče rozhodli emigrovat do Argentiny. Do Itálie se vrátil v roce 1929, když jej koupil klub Juventus. Stal se pětinásobným vítězem v lize (1930/31, 1931/32, 1932/33, 1933/34, 1934/35). V roce 1935 se vrátil do Argentiny.
S italskou reprezentací vyhrál turnaj MP 1933–1935.
Po skončení fotbalové kariéry se rozhodl stát se trenérem. Stal se trenérem klubu River Plate kde slavil dva tituly. V sezoně 1959/60 se stal trenérem Juventusu. Zde vyhrál titul i domácí pohár.

## Hráčská statistika
| Sezóna             | Klub               | Liga               | Liga   | Liga | Ligové poháry | Ligové poháry | Ligové poháry | Kontinentální poháry | Kontinentální poháry | Kontinentální poháry | Celkem | Celkem |
| Sezóna             | Klub               | Soutěž             | Zápasy | Góly | Soutěž        | Zápasy        | Góly          | Soutěž               | Zápasy               | Góly                 | Zápasy | Góly   |
| ------------------ | ------------------ | ------------------ | ------ | ---- | ------------- | ------------- | ------------- | -------------------- | -------------------- | -------------------- | ------ | ------ |
| 1929/30            | Juventus           | Serie A            | 16     | 10   | -             | 0             | 0             | -                    | 0                    | 0                    | 30     | 9      |
| 1930/31            | Juventus           | Serie A            | 29     | 8    | -             | 0             | 0             | Stř.P                | 3                    | 1                    | 32     | 9      |
| 1931/32            | Juventus           | Serie A            | 23     | 6    | -             | 0             | 0             | Stř.P                | 4                    | 5                    | 27     | 11     |
| 1932/33            | Juventus           | Serie A            | 15     | 8    | -             | 0             | 0             | Stř.P                | 1                    | 0                    | 16     | 8      |
| 1933/34            | Juventus           | Serie A            | 20     | 8    | -             | 0             | 0             | Stř.P                | 4                    | 2                    | 24     | 10     |
| 1934/35            | Juventus           | Serie A            | 25     | 6    | -             | 0             | 0             | Stř.P                | 7                    | ?                    | 32     | 6+     |
| Celkem v Juventusu | Celkem v Juventusu | Celkem v Juventusu | 128    | 46   | -             | 0             | 0             | -                    | 19                   | 8+                   | 147    | 54+    |

## Úspěchy

### Klubové
- 5× vítěz italské ligy (1930/31, 1931/32, 1932/33, 1933/34, 1934/35)

### Reprezentační
- 2x na MP (1931-1932, 1933-1935 - zlato)

### Individuální
- 1x nejlepší střelec ve Středoevropském poháru (1932)

### Trenérské
- 2× vítěz argentinské ligy (1941, 1942)
- 1× vítěz italské ligy (1959/60)
- 1× vítěz italského poháru (1959/60)